# 四国トーセロ
四国トーセロ株式会社（しこくトーセロ、英社名：Shikoku Tohcello Co., Ltd.）は、徳島県徳島市応神町吉成にある三井化学東セロ株式会社（三井化学系）の子会社であるフィルムメーカー。

## 主な事業
プラスチックフィルム、プラスチックフィルム加工品、および紙の加工品製造販売、ケーシングの製造販売、PMMAビーズの製造販売。

## 沿革
- 1957年02月 - 東邦セロファン株式会社設立。
- 1966年12月 - 東京セロファン紙株式会社（現 東セロ株式会社）が資本参加（出資比率90%）。
- 1987年03月 - 東京セロファン紙株式会社（現 東セロ株式会社）の100%子会社となる。
- 1997年04月 - 社名を四国トーセロ株式会社に変更。
- 2000年11月 - 徳島トーセロフィルム株式会社（東セロ株式会社100%子会社）設立。
- 2006年04月 - 徳島トーセロフィルム株式会社と合併。